# Gaten Matarazzo
Gaten Matarazzo (født 8. september 2002) er en amerikansk skuespiller. Han begyndte sin karriere som Benjamin i Priscilla, Queen of the Desert og spiller Dustin Henderson i Netflix-serien Stranger Things. Han har en sygdom kaldt cleidocranial dysplasi, som gør at hans fortænder ikke vokser ud.

## Ekstern henvisninger
- Wikimedia Commons har flere filer relateret til Gaten Matarazzo
- Gaten Matarazzo på Internet Movie Database (engelsk)
- Gaten Matarazzo på AlloCiné (fransk)
- Gaten Matarazzo på AllMovie (engelsk)
- Gaten Matarazzo på Rotten Tomatoes (engelsk)
- Gaten Matarazzo på TV Guide (engelsk)
- Gaten Matarazzo på The Movie Database (engelsk)
- Gaten Matarazzo på Internet Broadway Database (engelsk)
- Gaten Matarazzo på Behind The Voice Actors (engelsk)
- Gaten Matarazzo på MobyGames (engelsk)